# Jerbu tridàctil septentrional
El jerbu tridàctil septentrional (Dipus sagitta) és una espècie de rosegador de la família dels dipòdids. Viu a la Xina, l'Iran, el Kazakhstan, Kirguizstan, Mongòlia, Rússia, el Turkmenistan i l'Uzbekistan. S'alimenta de les parts vegetatives de les herbes i els matolls, arrels, bulbs, llavors, insectes i larves. El seu hàbitat natural són els deserts i semideserts sorrencs de gran altitud, així com les zones de dunes cobertes de pinedes. És una espècie en risc mínim, és a dir, no sembla que hi hagi cap amenaça significativa per a la seva supervivència.